# 프로호롭카 전투
프로호롭카 전투(영어: Battle of Prokhorovka, 러시아어: Сражение под Прохоровкой)는 제2차 세계 대전 때인 1943년 7월 12일 소련 쿠르스크에서 남동쪽으로 87km 떨어진 프로호롭카에서 벌어진 전투이다. 이 전투는 동부 전선에서 벌어졌으며 쿠르스크 전투의 일환이다. 소련 붉은 군대의 제5근위전차군이 독일 무장친위대 소속 제2SS기갑군단을 공격하면서 전투가 벌어졌다.
1943년 4월, 독일 지도부는 쿠르스크 돌출부에서 소련군을 포위하고 파괴하기 위해 북쪽과 남쪽에서 돌출부에 위치한 소련군의 기지를 동시에 공격한 뒤 돌파하는 것을 목표로 하는 성채 작전을 준비하기 시작했다. 독일군의 공세는 독일 지도부의 동요와 추가 병력 및 새로운 장비의 추가로 인해 여러 차례 지연되었다. 아돌프 히틀러는 기술적 우위가 공격에서 승리하는 데 도움이 될 것을 기대하면서 더 많은 티거 I가 전선에 전달될 수 있도록 공격 개시를 반복적으로 연기했다. 소련군 최고 지도부였던 스타브카는 독일군의 의도를 알고 있었기 때문에 계획된 독일 공세의 경로를 따라 일련의 방어선을 준비하기 위해 지연전술을 사용했다. 소련 지도부는 또한 스타브카 예비군으로서 방어선 후방 종심지역에 여러 군대를 집결시켰다. 독일군의 병력이 소멸되면 스텝 전선군이 반격을 개시할 예정이었으며, 제5근위전차군은 스텝 전선군의 주요 기갑부대였다.
1943년 7월 5일, 독일 국방군은 공세를 개시했다. 돌출부의 북쪽에서 독일군은 4일 만에 꼼짝 못하게 되었다. 남쪽에서는 독일 제4기갑군이 동쪽 측면에 켐프 분견대와 함께 소련 방어선에 있던 보로네즈 전선군을 공격했고, 소련의 방어선을 느리지만 꾸준히 돌파하였다.
일주일간의 전투 끝에 소련은 반격을 개시했다. 소련군의 반격작전이었던 쿠투조프 작전은 북쪽에서, 그리고 남쪽에서 동시에 진행되었다. 프로호롭카 근처 돌출부의 남쪽에서 제5근위전차군은 제4기갑군의 제2SS기갑군단과 교전하였고 기갑전투차량 간의 대규모 교전이 발생했다. 제5근위전차군은 공격에서 상당한 손실을 입었지만 독일 국방군이 프로호롭카를 점령하는 것과 중무장한 제3방어대를 돌파하는 것을 막는데 성공했다. 목표를 달성하지 못한 히틀러는 지휘관들의 조언에도 불구하고 성채 작전을 취소하고 다른 곳에 새로운 긴급 사태를 처리하기 위해 군대를 재배치하기 시작했다. 붉은 군대는 남쪽에서 폴코보데츠 루미안체프 작전을 수행하고 북쪽에서 쿠투조프 작전을 계속하는 등 총공세를 펼쳤다.
프로호롭카 전투 이후, 소련군은 동부 전선에서 전략적 주도권을 가지게 되었다.

## 결과
독일군은 많은 소련 전차를 파괴하고 일시적으로 제5근위전차군의 공격력을 저하시켰지만, 다른 전투가 벌어짐에 따라 성채 시타델 작전이 종료되기 전까지 프로호롭카를 점령하거나 다른 개활지로 돌파할 수 없었다. 소련 측의 경우, 7월 12일 대규모 기갑 공격으로 제2SS기갑군단이 파괴되지는 못했지만, 독일군의 병력을 소모하는데 성공했고, 결국 이는 독일군의 진격을 저지하는 데 기여했다. 결론적으로 독일과 소련 양측 모두 1943년 7월 12일 작전 목표를 달성하지 못했다.
프로호롭카 전투는 일반적으로 소련군 전차가 많이 파괴되었기 때문에 독일군의 전술적 성공으로 간주되지만, 더 넓은 관점에서 볼 때 소련은 프로호롭카에서 그들의 방어 작전을 성공적으로 완료했고, 계획대로 결정적인 반격작전인 벨고로드–하리코프 공세작전을 위한 조건을 만들었다. 궁극적으로 프로호롭카 또는 쿠르스크 돌출부의 다른 곳에서 독일군의 돌파는 없었고, 이는 제2차 세계 대전에서 적의 방어를 뚫고 작전적 또는 전략적 종심으로 침투하기 전에 중단된 독일군의 첫 주요 공세가 되었다. 성채 작전이 중단된 이후, 동부 전선에서의 전략적 주도권은 전쟁의 나머지 기간 동안 영구히 소련에 넘어갔다.

## 오해 및 논쟁

### 전차전의 규모와 독일군 손실
이 전투는 1,200-1,500대의 전차, 때로는 2,000대의 전차가 동원된 군사 역사상 가장 큰 전차 간의 교전 또는 전차전으로 널리 묘사되어 왔지만, 이 주장은 그 정도 숫자의 전차가 동원되지 않았기 때문에 사실이 아니다. 이 과장된 수치는 전투 도중 그리고 전투 후 보고된 독일군 전차에 대한 소련의 잘못된 정보 추정치와 이 잘못된 이야기를 반복한 전후의 설명에서 비롯되었다. 일부 소련인들은 7월 12일 프로호롭카를 공격한 독일군 전차와 돌격포가 800대에 달하는 것으로 추정하고 있다.
소련과 독일의 기록 보관소를 비교해 보면, 프로호롭카 전투 기간 동안 제5근위전차군과 제2SS기갑군단이 배치한 돌격포와 자주포 같은 전차와 기타 중장갑 전투차량의 총 수는 약 910대에 불과했다. 제2SS기갑군단은 성채 작전 기간 동안 소련의 추정치 정도의 전차와 돌격포의 수를 전혀 확보하지 못했으며, 성채 작전이 시작할 때도 독일군의 전차 수는 494대였다. 전투의 정의를 제3기갑군단과 이에 맞선 제5근위전차군단의 일부로 확대한다 할지라도, 전차와 기타 중장갑전차의 총 수는 최대 1,299대이다. 대조적으로 1941년 바르바로사 작전 당시 브로디 전투에서 전투 기간 동안 70km 전선에서 2,000대 이상의 전차에서 최대 6,000대의 전차가 참여했다.
전투 중에 손실된 전차에 대한 높은 수치는 독일군 측의 기록에 의존하지만, 이것들은 부정확하다. 예를 들어, 로트미스트로프는 전후 전투에 대한 그의 설명에서 독일군이 7월 12일에 70개의 티거 전차를 포함한 350대~400대의 전차와 3,500-10,000명의 병사를 잃었다고 말했다. 그리고 소련군 참모부는 쿠르스크 전투에 대한 연구에서 독일군이 7월 12일부터 16일까지의 전투에서 300개의 전차, 20개의 돌격포, 그리고 4,500명 이상의 군인을 잃었다고 보고했다.

### 프로호롭카 공격의 원인
역사가 데이비드 글랜츠와 조너선 하우스는 제4기갑군 사령부의 원래 의도는 북쪽으로 진격하는 것이었고, 그들의 기갑군단이 오보얀과 쿠르스크를 향해 나란히 진격하는 것이었지만, 7월 9일 오보얀으로 가는 길을 따라 소련군의 강력한 저항으로 인해 호트는 제2SS기갑군단에게 북서쪽에서 프로호롭카를 향해 북동쪽으로 선회하도록 명령함으로써 그의 계획을 변경할 수 밖에 없었다고 주장했다. 글랜츠와 하우스에 따르면, 이에 따라 프로호롭카 전투는 원래 독일군이 의도했거나 계획한 결과가 아니라 원래 독일 계획에서 전술적 결함이 발생하였고 이로 인한 즉흥적인 전투였다.
글랜츠와 하우스의 주장은 역사학자 스티븐 뉴턴에 의해 논란이 되었는데, 그는 2002년 성채 작전에 관한 그의 출판물의 한 부분을 해당 주장에 대해 반박하는데 할애했다. 성채 작전을 수행한 독일 장교들의 직접적인 설명을 사용하고 글랜츠와 하우스의 출처를 면밀히 조사한 다음, 뉴턴은 남부 집단군의 독일 계획자들은 항상 프셀강과 프로호롭카에 도착할 독일 제4기갑군과 소련 예비군 사이의 교전을 예상하였기 때문에 제4기갑군이 오보얀 방향에서 프로호롭카 방향으로 선회하는 계획이 성채 작전이 시작되기 훨씬 전인 1943년 5월에 결정되었다고 주장했다. 다른 역사학자들은 뉴턴의 결론들을 보강했다. 뉴턴은 또한 자신의 주장이 항상 전후 문학에서 받아들여진 이야기였다고 주장하기도 했다.

### 기습 공격
일부 역사가들은 독일군이 소련군의 기갑 반격작전을 예상하지 못했고 1943년 7월 12일 기습을 당했다고 말한다. 하지만, 다른 역사가들은 독일 사령관들이 프로호롭카 주변에 몰려있는 소련의 기갑부대를 알고 있거나 최소한 예상했고, 독일군이 소련군의 기갑 반격작전에 대해 진짜로 놀라지 않았을 것이라고 주장한다. 독일 역사학자인 디에터 브란드는 독일 지휘관들이 프로호롭카에 소련의 주요 기갑 배치를 예상했음에도 불구하고, 7월 12일 아침에 소련이 반격했을 때 독일의 전방 군대는 실제로 크게 놀랐다고 주장한다.

## 같이 보기
- 성채 작전
- 쿠투조프 작전